# DOG FIGHT (バンド)
DOG FIGHTは、日本のロック・バンド。1992年に結成し、1997年に解散した。

## メンバー
- TAISHO（1967年7月18日 - ） - ボーカル
元THE WANDERERS、TOUGH BAND、現WDRS。
- NAOKI（1965年6月18日 - ） - ギター
元LAUGHIN' NOSE、COBRA、現SA。
- KEN （1968年2月19日 - ） - ベース
元THE PEPPER BOYS、現SA。
- KI-YAN （1967年1月14日 - ） - ドラム
現HAYAKAWA、COBRA。

## 概要
COBRA活動休止後、ギターのNAOKIが盟友・KI-YANと実弟・TAISHOを誘い、1991年末にバンド結成。
その後オーディションにて、1992年1月、KENが加入。
2週間のリハーサルを経て1stアルバムのレコーディングに入る。
この頃、まだバンド名は決まっていなかったが、レコーディング中にKENが「DOG FIGHT」と命名。
4本のシークレット・ライブを行った後、92年6月5日、日清パワーステーションにてワンマンライブ。
1992年6月19日、1stアルバム”NEW AMBITION”でポニーキャニオンからデビュー。
その後、渋谷公会堂での「雨の渋公」「雪の渋公」など話題のステージや、1995年には「10番勝負」と銘打ち東京・大阪・名古屋で1年間に10本ずつのライブを行うなど、精力的な活動を続けてきた。
これまでに、シングル9枚、アルバム7枚（うち1枚はライブ・アルバム）を発表。 
1996年よりインディーズで活動。
1997年秋、それぞれの音楽性の相違により、解散。
2000年8月27日、吉祥寺planet Kにて一夜限りの再結成ライブを行う。
2004年6月4日、前回の一夜限りの再結成ライブから4年ぶり、新宿LOFTにて「ONE NIGHT LIVE STILL CRAZY Ⅱ TWISTS AND TURNS」を行う。
2011年5月3日、下北沢GARDENにてワンナイトライブ「ONE NITE LIVE STILL CRAZY Ⅲ」を行う。
この日のために全国からファンが訪れライブハウスは満員となった。
2017年7月18日、下北沢GARDENにてファイナルライブ「DOG FIGHT FINAL 〜MAYBE TOMORROW〜」を行う。10万人に1、2人と言う難病大脳皮質基底核変性症を発病したTAISHOが「ちゃんと歌えるうちにライブを」と開催を決めた。

## 解散後
- TAISHOはアコギ１本を抱え、ソロとして活動後、2011年に旧THE WANDERERSのメンバー達とWDRSを結成。現在はソロ活動を休止して同バンドで活動中。10万人に1、2人と言う難病大脳皮質基底核変性症を発病し、リハビリを行いながら活動を続けている。
- NAOKIは一時期音楽活動を休止して三軒茶屋でスナック「ボイラールーム」を経営後、2001年からCOBRAに加入し音楽活動を再開。現在はKENとSAで活動中。
- KENは作曲家、篠原理佳のサポート・ベーシストとして活動後、現在はNAOKIとSAで活動中。
- KI-YANはHAYAKAWAや麗蘭で活動。2011年にCOBRAに復帰。LAUGHIN' NOSEのサポートも行っている。

## ディスコグラフィー
すべてポニーキャニオンから発売。

### シングル
|     | 発売日         | タイトル           | 収録曲 | 備考                                                                                         |
| --- | -------------- | ------------------ | --- | -------------------------------------------------------------------------------------------- |
| 1st | 1992年9月18日  | STORM IN MY HEART  | 1. STORM IN MY HEART 作詞：TAISHO／作曲：TAISHO 2. WILL 作詞：NAOKI／作曲：NAOKI | デビューシングル。                                                                           |
| 2nd | 1993年2月19日  | 激しい雨に打たれて | 1. 激しい雨に打たれて 作詞：TAISHO／作曲：NAOKI 2. VIOCE 作詞：NAOKI／作曲：TAISHO |                                                                                              |
| 3rd | 1993年4月21日  | この夜の向こう     | 1. この夜の向こう 作詞：TAISHO／作曲：NAOKI／編曲：DOG FIGHT・佐藤宣彦 2. ALL THE YOUNG THING 作詞：NAOKI・作曲：NAOKI／編曲：DOG FIGHT・佐藤宣彦                                                         |                                                                                              |
| 4th | 1993年9月17日  | 終りなき明日へ     | 1. 終りなき明日へ 作詞：TAISHO／作曲：NAOKI／編曲：DOG FIGHT・佐藤宣彦 2. I feel alright 作詞：NAOKI／作曲：TAISHO／編曲：DOG FIGHT・佐藤宣彦 3. BAD YOUTH DAY（Live Version） 作詞：TAISHO／作曲：TAISHO | - 佐藤宣彦プロデュース - 『BAD YOUTH DAY』は1993年4月29日に渋谷公会堂で収録されたもの。      |
| 5th | 1994年5月20日  | 浪漫               | 1. 浪漫 作詞：TAISHO／作曲：NAOKI／編曲：坂井紀雄・DOG FIGHT 2. STORM IN MY HEART（LIVE VERSION） 作詞：TAISHO／作曲：TAISHO／編曲：DOG FIGH 3. 浪漫（NO VOCLA EDITION）                                  | - 坂井紀雄プロデュース - 『STORM IN MY HEART』は1993年12月25日に渋谷公会堂で収録されたもの。 |
| 6th | 1995年1月20日  | 絆                 | 1. 絆 作詞：TAISHO／作曲：TAISHO／編曲：DOG FIGHT・坂井紀雄・佐藤宣彦 2. 君が涙の夜は 作詞：NAOKI／作曲：NAOKI／編曲：DOG FIGHT・坂井紀雄 3. 絆（Instrumental）                                           | - Public Mindプロデュース。                                                                  |
| 7th | 1995年4月21日  | 情熱               | 1. 情熱 作詞：／作曲：／編曲： 2. Last Nightmare 作詞：／作曲：／編曲： 3. 情熱 |                                                                                              |
| 8th | 1995年10月20日 | 少年のように       | 1. 少年のように 作詞：TAISHO・高橋研／作曲：NAOKI／編曲：DOG FIGHT・坂井紀雄 2. Together 作詞：NAOKI／作曲：TAISHO／編曲：DOG FIGHT・坂井紀雄 3. 少年のように（Instrumental）                             |                                                                                              |
| 9th | 1996年10月18日 | BLOWIN'            | 1. BLOWIN' 作詞：／作曲：／編曲： 2. LOVE FOREVER 作詞：／作曲：／編曲： 3. BLOWIN' |                                                                                              |

### アルバム
- NEW AMBITION　(1992年6月19日)
- STAND AND FIGHT　(1993年2月19日)
- 終りなき明日へ　(1993年10月21日)
- STAY DREAM　(1994年6月17日)
- NO SURRENDER　(1995年4月21日)
- MAYBE TOMORROW　(1996年1月19日)※ライブ
- DOG FIGHT!　(1996年10月18日)

## タイアップ一覧
| 使用年 | 曲名            | タイアップ                                                |
| ------ | --------------- | --------------------------------------------------------- |
| 1994年 | Sunriseいつかは | NHK-BS2 衛星アニメ劇場『ゴールFH』オープニングテーマ      |
| 1994年 | Believe         | NHK-BS2 衛星アニメ劇場『ゴールFH』エンディングテーマ      |
| 1995年 | 絆              | UWFインターナショナル イメージソング                      |
| 1995年 | 情熱            | テレビ神奈川『ミュージックトマトJAPAN』エンディングテーマ |
| 1995年 | 少年のように    | テレビ神奈川『ミュージックトマトJAPAN』エンディングテーマ |